# Liste der Ramsar-Gebiete in Monaco
Die Ramsar-Gebiete in Monaco bestehen aus einem Feuchtgebiet mit einer Gesamtfläche von 23 ha, das unter der Ramsar-Konvention registriert ist (Stand April 2022). Das nach dem Ort des Vertragsschlusses, der iranischen Stadt Ramsar benannte Abkommen ist eines der ältesten internationalen Vertragswerke zum Umweltschutz. In Monaco trat die Ramsar-Konvention am 20. Dezember 1997 in Kraft.
Das Ramsar-Gebiet in Monaco stellt ein seltenes Unterwasserschutzgebiet mit felsigem Boden, kiesigen Strandabschnitten und Seegraswiesen die von Neptungras (Posidonia oceanica) gebildet werden dar.
Im Folgenden sind alle Ramsar-Gebiete in Monaco nach Ausweisungsdatum geordnet aufgelistet.
| Nr. | Name des Gebiets                                                      | Bild | Ramsar-Gebietsnr. | Ausweisungs- datum | Fläche (ha) | Höhe (m)  | Management- plan | Region   | Lage                    |
| --- | --------------------------------------------------------------------- | ---- | ----------------- | ------------------ | ----------- | --------- | ---------------- | -------- | ----------------------- |
| 1   | Unterwasserschutzgebiet von Larvotto, Réserve sous-marine du Larvotto |      | 918               | 20. Aug. 1997      | 23          | −10 bis 0 | Ja               | Larvotto | 43,74581° N, 7,43754° O |